# Lịch sử của Microsoft SQL Server
Lịch sử của Microsoft SQL Server bắt đầu bằng Microsoft SQL Server SQL Server 1.0, phiên bản 16-bit dành cho OS/2
| 1.0 (OS/2)                                                                              | 1989 | SQL Server 1.0 (16-bit)              | Filipi                    | -       |
| 1.1 (OS/2)                                                                              | 1990 | SQL Server 1.1 (16-bit)              | Pietro                    | -       |
| 4.2A (OS/2)                                                                             | 1992 | SQL Server 4.2A                      | -                         | -       |
| 4.2B (OS/2)                                                                             | 1993 | SQL Server 4.2B (16-bit)             | -                         | -       |
| 4.21a (WinNT)                                                                           | 1993 | SQL Server 4.21a                     | SQLNT                     | -       |
| 6.0                                                                                     | 1995 | SQL Server 6.0                       | SQL95                     | 406     |
| 6.5                                                                                     | 1996 | SQL Server 6.5                       | Hydra                     | 408     |
| 7.0                                                                                     | 1998 | SQL Server 7.0                       | Sphinx                    | 515     |
| -                                                                                       | 1999 | SQL Server 7.0 OLAP Tools            | Plato                     | -       |
| 8.0                                                                                     | 2000 | SQL Server 2000                      | Shiloh                    | 539     |
| 8.0                                                                                     | 2003 | SQL Server 2000 64-bit Edition       | Liberty                   | 539     |
| 9.0                                                                                     | 2005 | SQL Server 2005                      | Yukon                     | 611/612 |
| 10.0                                                                                    | 2008 | SQL Server 2008                      | Katmai                    | 655     |
| 10.25                                                                                   | 2010 | Azure SQL database (initial release) | Cloud database or CloudDB |         |
| 10.50                                                                                   | 2010 | SQL Server 2008 R2                   | Kilimanjaro (aka KJ)      | 661     |
| 11.0                                                                                    | 2012 | SQL Server 2012                      | Denali                    | 706     |
| 12.0                                                                                    | 2014 | Azure SQL database                   |                           |         |
| 12.0                                                                                    | 2014 | SQL Server 2014                      | SQL14                     | 782     |
| 13.0                                                                                    | 2016 | SQL Server 2016                      | SQL16                     | 852     |
| 14.0                                                                                    | 2017 | SQL Server 2017                      | Helsinki                  | 869     |
| 15.0                                                                                    | 2019 | SQL Server 2019 RC                   | Seattle                   | 895     |
| Phiên bản cũPhiên bản cũ, vẫn được hỗ trợPhiên bản mới nhấtPhiên bản xem trước mới nhất |      |                                      |                           |         |

## Bộ xử lý hỗ trợ
| Phiên bản   | x286  | x386  | x64   | DEC Alpha        | MIPS  | PowerPC        | Itanium       | ARM   | SH4   |
| ----------- | ----- | ----- | ----- | ---------------- | ----- | -------------- | ------------- | ----- | ----- |
| SQL 1.0     | Có    | Có    | Không | Không            | Không | Không          | Không         | Không | Không |
| SQL 1.1     | Có    | Có    | Không | Không            | Không | Không          | Không         | Không | Không |
| SQL 4.2     | Có    | Có    | Không | Không            | Không | Không          | Không         | Không | Không |
| SQL 4.21    | Không | Có    | Không | Có               | Có    | Không          | Không         | Không | Không |
| SQL 6.0     | Không | Có    | Không | Có               | Có    | Không          | Không         | Không | Không |
| SQL 6.5     | Không | Có    | Không | Có               | Có    | Ends after SP2 | Không         | Không | Không |
| SQL 7.0     | Không | Có    | Không | Có               | Không | Không          | Không         | Không | Không |
| SQL 2000    | Không | Có    | Không | Pre-release only | Không | Không          | Starts at SP3 | Không | Không |
| SQL 2000 CE | Không | Có    | Có    | Không            | Có    | Không          | Không         | Có    | Có    |
| SQL 2005    | Không | Có    | Có    | Không            | Không | Không          | Có            | Không | Không |
| SQL 2005 CE | Không | Có    | Có    | Không            | Có    | Không          | Không         | Có    | Có    |
| SQL 2008    | Không | Có    | Có    | Không            | Không | Không          | Có            | Không | Không |
| SQL 2008 R2 | Không | Có    | Có    | Không            | Không | Không          | Có            | Không | Không |
| SQL 2012    | Không | Có    | Có    | Không            | Không | Không          | Không         | Không | Không |
| SQL 2014    | Không | Có    | Có    | Không            | Không | Không          | Không         | Không | Không |
| SQL 2016+   | Không | Không | Có    | Không            | Không | Không          | Không         | Không | Không |